# Ensign Peak Advisors
Ensign Peak Advisors ist der Vermögensverwalter für die Vermögenswerte der Kirche Jesu Christi der Heiligen der Letzten Tage (Kirche der Mormonen). Im Februar 2020 hatte Ensign Peak Advisors ca. 70 Mitarbeiter, welche allesamt Mitglieder der Kirche sind. Das Volumen des verwalteten Vermögens wird auf ca. 100 Milliarden US-Dollar geschätzt, was die Kirche zu einer der reichsten religiösen Institutionen der Welt macht. Eingetragen als Non-Profit-Organisation ist Ensign Peak Advisors nicht einkommenssteuerpflichtig. 

## Geschichte
Die Kirche Jesu Christi der Heiligen der Letzten Tage legt bereits seit den 1960er Jahren Ersparnisse an. Die Einlagen für die Fonds stammten vorwiegend aus Spenden der Mitglieder der Kirche. Die Investmentabteilung begann mit drei Mitarbeitern und verwaltete Ende der 1970er Jahre Berichten zufolge 1 Milliarde US-Dollar. 1997 wurde die Investmentabteilung der Kirche in eine separate juristische Person ausgegliedert, die nach einem Hügel mit Blick auf Salt Lake City, Ensign Peak, benannt ist.
2019 wurden Vorwürfe laut, die Kirche habe ihre eigenen Mitglieder in die Irre geführt. Für wohltätige Zwecke vorgesehene Spenden sollen stattdessen angelegt worden sein.

## Investments
Ab 2019 beliefen sich die Bestände der Fonds von Ensign Peak Advisors angeblich auf 100 Milliarden US-Dollar, einschließlich US-Aktien im Wert von 40 Milliarden US-Dollar, Waldflächen in Florida und Investitionen in namhafte Hedgefonds wie Bridgewater Associates. Zu den einzelnen Aktien, die als Teil des Investmentfonds identifiziert wurden, gehören Berichten zufolge Apple, Chevron, Visa, JP Morgan Chase, Home Depot, Amazon und Google.